# Höga Sundskär, Kimitoön
Höga Sundskär är en ö i Finland. Den ligger i Skärgårdshavet och i kommunen Kimitoön i den ekonomiska regionen  Åboland i landskapet Egentliga Finland, i den sydvästra delen av landet. Ön ligger omkring 69 kilometer söder om Åbo och omkring 160 kilometer väster om Helsingfors.
Öns area är 1,4 hektar och dess största längd är 160 meter i sydöst-nordvästlig riktning. Ön höjer sig omkring 10 meter över havsytan.